# Військовий переворот у Буркіна-Фасо (вересень 2022)
30 вересня 2022 року в Буркіна-Фасо відбувся державний переворот, у результаті якого тимчасового президента Поля-Анрі Сандаого Дамібу було усунено через його нібито нездатність впоратися з ісламістськими повстанцями в країні. 
Даміба прийшов до влади в результаті державного перевороту лише вісім місяців тому. 
Капітан Ібрагім Траоре став тимчасовим лідером.

## Передмова
Переворот відбувся після державного перевороту в Буркіна-Фасо в січні 2022 року. 
Січневий переворот був мотивований нездатністю уряду Буркінаби придушити повстання джихадистів у Буркіна-Фасо. 
Група армійських офіцерів скинула президента Рока Марка Крістіана Каборе, заснувавши Патріотичний рух за захист і відновлення, військову хунту, головою якої став Поль-Анрі Сандаого Даміба. 

Переворот спочатку вітався багатьма жителями Буркіна-Фасо, оскільки попередній уряд став дуже непопулярним через нездатність впоратися з повстанцями. 

Проте новий режим також не зміг перемогти повстанців, а натомість втратив ще більше території на користь джихадистів та інших бойовиків. 

До вересня 2022 року майже 40 відсотків Буркіна-Фасо контролювалося недержавними силами. 
Тим часом Даміба звільнив свого міністра оборони та сам обійняв цю посаду. 

 
Кілька офіцерів, які підтримали січневий переворот, були незадоволені правлінням Даміби, пізніше стверджуючи, що він недостатньо зосередився на розгромі повстанців і натомість переслідував власні цілі. 

Ці незадоволені офіцери були переважно молодими і служили безпосередньо на передовій. 

Суспільна підтримка Даміби також знизилася. 

Таким чином, незадоволені елементи на чолі з капітаном Ібрагімом Траоре спланували власний переворот. 

Траоре служив начальником військової частини в Кая, містечку на півночі Буркіна-Фасо. 
Точна одиниця є спірною; Jeune Afrique заявив, що керував артилерійським полком 
, 
але інші джерела стверджували, що він командував спецзагоном «Кобра», який базувався в Кайя. 

На додаток до поганої роботи військового уряду проти повстанців, війська «Кобра» також були засмучені затримкою зарплати та тим фактом, що їхній колишній головний командир Еммануель Зунграна, який був ув'язнений за уряду Каборе – не був звільнений Дамібою. 

26 вересня колона постачання до обложеного північного міста Джібо потрапила в засідку повстанців, що призвело до загибелі одинадцяти солдатів Буркінабі та викрадення 50 мирних жителів. 
Ця подія ще більше підірвала довіру суспільства до уряду Даміби 

і, можливо, сприяла його остаточному поваленню. 

Переворот також стався на тлі спроби Росії в останні роки посилити свій вплив у регіоні Сахель. 
Деякі з цих зусиль очолює група Вагнера, засновник якої Євген Пригожин є близьким соратником президента Росії Володимира Путіна. 

В останні роки також зростало невдоволення Францією, головним союзником країн Сахеля в боротьбі проти джихадистів у регіоні, зокрема в Буркіна-Фасо. 
Багато хто в країні вважав за краще замінити Францію Росією. 

Пригожин намагався вплинути на антифранцузькі настрої в Сахелі через ферми тролів. 

Перед переворотом військові розділилися щодо того, чи варто замінити Францію іншими міжнародними партнерами, особливо Росією. 
Однак Даміба вирішив відмовитися. 

## Державний переворот
Переворот почався рано вранці, коли в кількох частинах столиці Уагадугу було чутно сильну стрілянину та вибухи, у тому числі в районі Уага 2000, де розташовані штаби президента та військової хунти. 

Солдати в масках організовували блокаду в центрі столиці; 
 
війська, що здійснили державний переворот, в основному належали до підрозділу «Кобра». 

Зіткнення відбулися на військовій базі Кемп-Баба-Си 
, 
де в основному базувався Даміба. Повідомляється також про стрілянину в палаці Косіам. 

Державне телебачення припинило ефір. Через кілька годин тимчасовий уряд визнав «внутрішню кризу» в армії та заявив, що ведуться переговори щодо досягнення врегулювання. 

У Facebook тимчасовий президент Даміба визнав, що відбулася «зміна настрою серед деяких елементів національних збройних сил». 

Переговори між повсталими військами та урядом були марними. 

Коли цивільні люди зрозуміли, що відбувається державний переворот, у столиці зібралися групи, щоб зібрати інформацію або продемонструвати підтримку змовникам. 

Увечері капітан Траоре оголосив, що він і група офіцерів вирішили усунути тимчасового президента Дамібу через його нездатність впоратися із загостренням ісламістського повстання в країні. 
Він запровадив комендантську годину з 21:00 до 5:00 ранку, призупинив усі політичні та громадські дії, закрив усі повітряні та сухопутні кордони та призупинив дію Конституції Буркіна-Фасо. 

Траоре оголосив, що він новий голова Патріотичного руху за захист і відновлення. 

Він також розпустив уряд і перехідні законодавчі збори. 

Місцеперебування Даміби після перевороту спочатку залишалося невідомим. 
Пізніше нова хунта під керівництвом Траоре звинуватила Дамібу в спробі втекти до французької військової бази Кемп-Камбоінсін, щоб здійснити контрпереворот. 
Тим часом Даміба відкинув звинувачення, а Траоре пізніше заявив, що не вважає Францію причетною. 
Громадяни Буркіна-Фасо, які підтримували переворот, наступного дня напали на посольство Франції в Уагадугу та французький культурний інститут у Бобо-Діуласо. 
Франція заперечила будь-яку причетність до державного перевороту у вересні 2022 року та засудила напади. 

Релігійні та громадські лідери оголосили 2 жовтня, що Даміба погодився піти у відставку зі своєї посади після того, як вони були посередниками між ним і Траоре. 
Даміба вимагав натомість гарантій, що його союзники будуть захищені, гарантія його безпеки та прав, а також те, що нова хунта виконає обіцянку, яку він дав Економічному співтовариству західноафриканських держав (ECOWAS) щодо відновлення цивільного правління в країни за два роки. 
 
Траоре погодився, і Даміба оголосив про свою відставку в аудіозапису. 